# Challenger de Tampere 2022
El Challenger de Tampere 2022 fue un torneo profesional de tenis perteneciente al ATP Challenger Tour 2022 y que se disputó en la ciudad finlandesa de Tampere sobre pistas de tierra batida, entre el 18 y el 24 de julio de 2022, en la que fue la edición número 40.

## Participantes del cuadro principal de individuales

### Cabezas de serie
| Cabezas de serie | País                 | Jugador               | Ranking | Resultado en el torneo |
| ---------------- | -------------------- | --------------------- | ------- | ---------------------- |
| 1                | Bandera de Argentina | Juan Manuel Cerúndolo | 114     | Semifinales            |
| 2                | Bandera de Alemania  | Mats Moraing          | 133     | Primera ronda          |
| 3                | Bandera de Alemania  | Maximilian Marterer   | 145     | Cuartos de final       |
| 4                | Bandera de Austria   | Jurij Rodionov        | 151     | Segunda ronda          |
| 5                | Bandera de Hungría   | Zsombor Piros         | 168     | CAMPEÓN                |
| 6                | Bandera de Argentina | Thiago Tirante        | 170     | Segunda ronda          |
| 7                | Bandera de Bulgaria  | Dimitar Kuzmanov      | 171     | Primera ronda          |
| 8                | Bandera de Italia    | Alessandro Giannessi  | 182     | Primera ronda          |

- Ranking del 11 de julio de 2022[2]

### Otros participantes
Los siguientes jugadores obtuvieron una invitación para el cuadro principal:
- Leo Borg
- Patrik Niklas-Salminen
- Eero Vasa

Los siguientes jugadores entraron al cuadro principal mediante la fase previa:
- Moez Echargui
- Arthur Fils
- Harold Mayot
- Luigi Sorrentino
- Clement Tabur
- Juan Bautista Torres

## Campeones
- Zsombor Piros derrotó en la final a  Harold Mayot, 6–2, 1–6, 6–4

### Dobles Masculino
- Alexander Erler /  Lucas Miedler derrotaron en la final a  Karol Drzewiecki /  Patrik Niklas-Salminen, 7–6(3), 6–1